# Batalla de Rivoli
Batalla de Rivoli, considerada per alguns com una de les més genials de Bonaparte, tingué lloc els dies 14-15 de gener de 1797.

## Antecedents
El general austríac Alvínczy es dirigia des del nord de a Rivoli, situat al nord de Verona mentre que altres dues columnes més dèbils marxaven des de l'est sobre Verona i Legnano. A Rivoli si trobava el general Joubert amb 10.000 homes. La resta de l'exèrcit francès estava a Verona, Legnano, Brescia i Castelnuovo i envoltava Màntua.

## Batalla
El general austríac decidí atacar la divisió Joubert, envoltant-la i destruint-la. Avançà sobre ella amb sis columnes, devent una d'elles atacar a l'enemic del revés, envoltant la seva ala esquerra. Quan Bonaparte es va convèncer que l'atac es dirigia al nord del seu front, ordenà a Massena, que estava a Verona, i al general Rey, des dels voltants de Brescia, que es dirigissin vers Rivoli, on marxà personalment per prendre el comandament en persona. Veient la maniobra envoltant dels austríacs, i contant que els seus reforços arribarien escalonadament, decidí atacar el centre dels austríacs, tallant, si podia, la retirada les columnes envoltants.
L'atac frontal de Bonaparte fracassà al topar amb forces molt superiors, i la seva ala dreta es veié envoltada; però Massena, acudint a temps restablí el combat. L'atac contra el flanc dret fou refusat en la vall d'Adige, i quan, per fi, les columnes enemigues que havien envoltat l'ala esquerra de Bonaparte aparegueren per l'esquena dels francesos, caigueren en mà dels últims escalons de les reserves que arribaven darrere del general Rey i foren refusades per complet.
El centre enemic fou enfonsat i hagué de retrocedir, i encara que ho feu en direcció a la línia de retirada, les columnes de les bandes foren refusades, i quan Alvínczy, per salvar-les, avança l'endemà amb el centre, es va veure envoltat per tota cantons i refusat amb grans pèrdues, sacrificant quasi la meitat de les seves tropes.

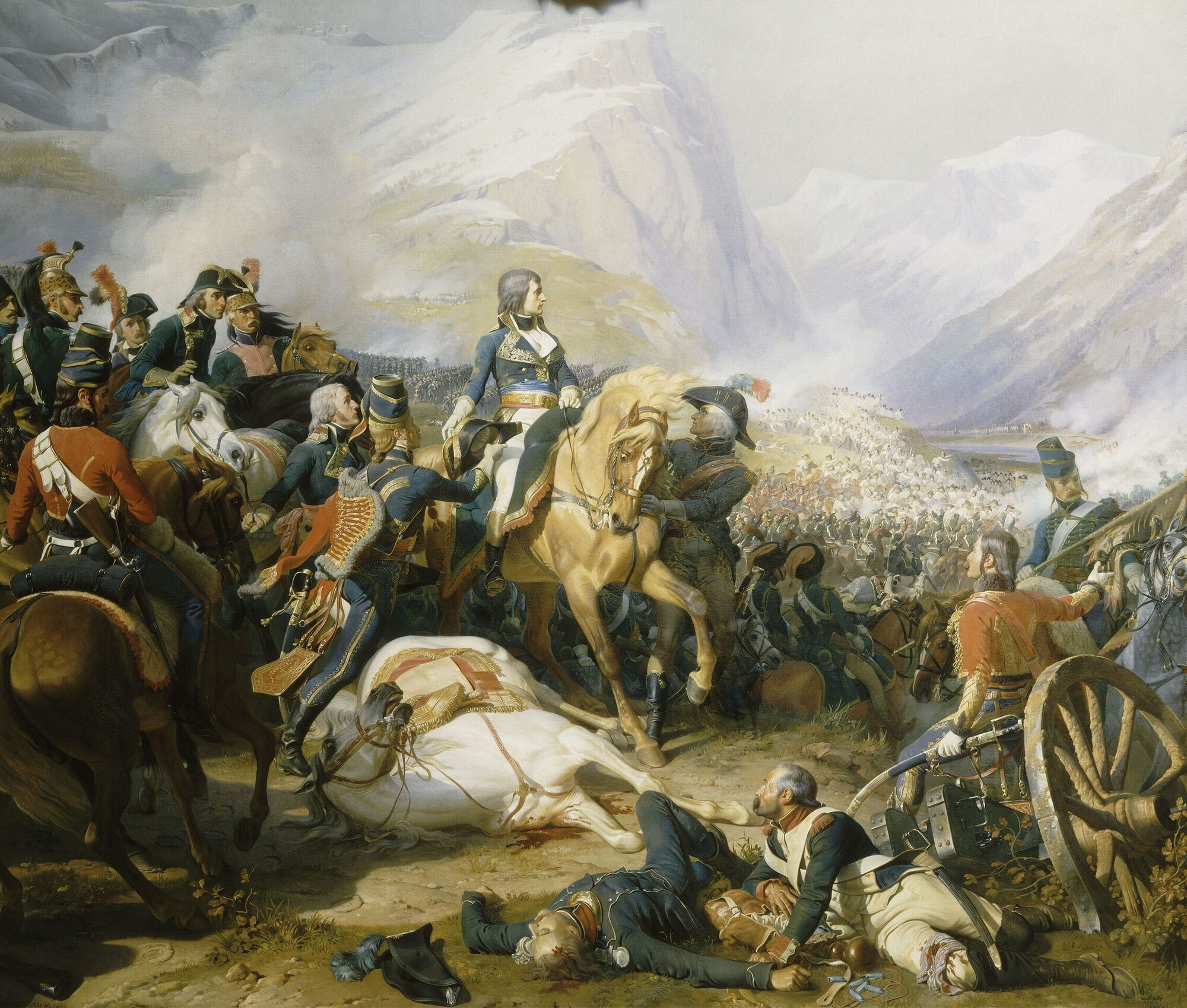
Bonaparte en la Batalla de Rivoli

Aquesta batalla va dir el general von Bernhardi en la seva cèlebre obra La guerra d'avui, demostra que Bonaparte, amb una gran rapidesa de decisió, aprofità la divisió dels austríacs en moltes columnes, per atacar-les separadament i batre-les. La columna envoltant de la banda esquerra austríaca és derrotada per forces més dèbils perquè no va poder desplegar, i els francesos, en canvi, estan en situació favorable. Però la victòria es completa a causa que els austríacs no assoleixen tallar les comunicacions dels francesos; les seves columnes envoltants perden el contacte amb el seu propi exèrcit i veuen tallades, en part les seves línies de retirada. Veiem, doncs, que resulta en aquest cas decisiva la direcció de l'atac contra el front enemic. En elegir-la Bonaparte, preparà realment el gran èxit aconseguit sobre les bandes de l'enemic; però en el seu grosserament hi havia el perill de veure's envoltat ensems.
Si una de les columnes envoltants austríaques haguessin assolit situar-se victoriosament sobre el flanc o esquena dels francesos abans que arribés la divisió de general Rey, o si l'atac frontal de Bonaparte hagués estat refusat abans d'arribar el general Massena en la seva ajuda, hauria estat inevitable la derrota completa de l'exèrcit republicà. Però Bonaparte comptava amb la manca de relació de les columnes enemigues separades, amb l'arribada a temps de les seves pròpies reserves i amb la superioritat tàctica de les tropes, i l'agosarament assolí el fruit merescut.

## Conseqüències
El 13 de gener, Giovanni di Provera havia creuat al nord de Legnano per socórrer Màntua, assetjada per Jean Sérurier. El 15 de gener Provera va demanar von Wurmser un atac concertat, però l'austríac es va haver de retirar a Màntua, atacat per Massena i Augereau, rendint Màntua el 2 de febrer. El 18 de febrer de Bonaparte va procedir amb 8.000 homes a Roma, decidit a arribar a un acord amb els Estats Pontificis, que s'havien mostrat hostil quan el destí d'Itàlia era incert, però amb la caiguda de Màntua els austríacs havien estat expulsats d'Itàlia, i Pius VI va acordar amb Bonaparte el tractat de Tolentino. Tot i que la neu havia tancat els passos alpins, Àustria refusava un acord de pau, i Bonaparte va preparar una última campanya cap a l'est, cap al cor d'Àustria que el duria a les portes de Viena.